# Jukka Nevakivi
Jukka Taneli Nevakivi, född den 8 oktober 1931 i Pudasjärvi, död 15 januari 2024 i Helsingfors, var en finländsk historiker.
Nevakivi blev 1963 filosofie doktor och var 1954-63 frilansjournalist för bl.a. Kaleva och Suomen Kuvalehti, tjänstgjorde 1963-79 inom utrikesförvaltningen bl.a. i Budapest, Kairo och Paris samt var 1980-95 professor i politisk historia vid Helsingfors universitet.
Han har forskat främst i olika dramatiska skeden i republiken Finlands historia. Inom hans rika produktion märks bland andra en politisk biografi över Eero A. Wuori (1992). Nevakivi skrev även första delen av den finländska utrikesförvaltningens historia (1988).  

## Utmärkelser
- Minnesmedalj för deltagande i 1941-1945 års krig,  1956[5]
- Riddartecknet av I klass av Finlands Vita Ros’ orden,  1993[5]
- Kommendör av Nationalförtjänstorden[5]

[Redigera Wikidata]